# 野州平川駅

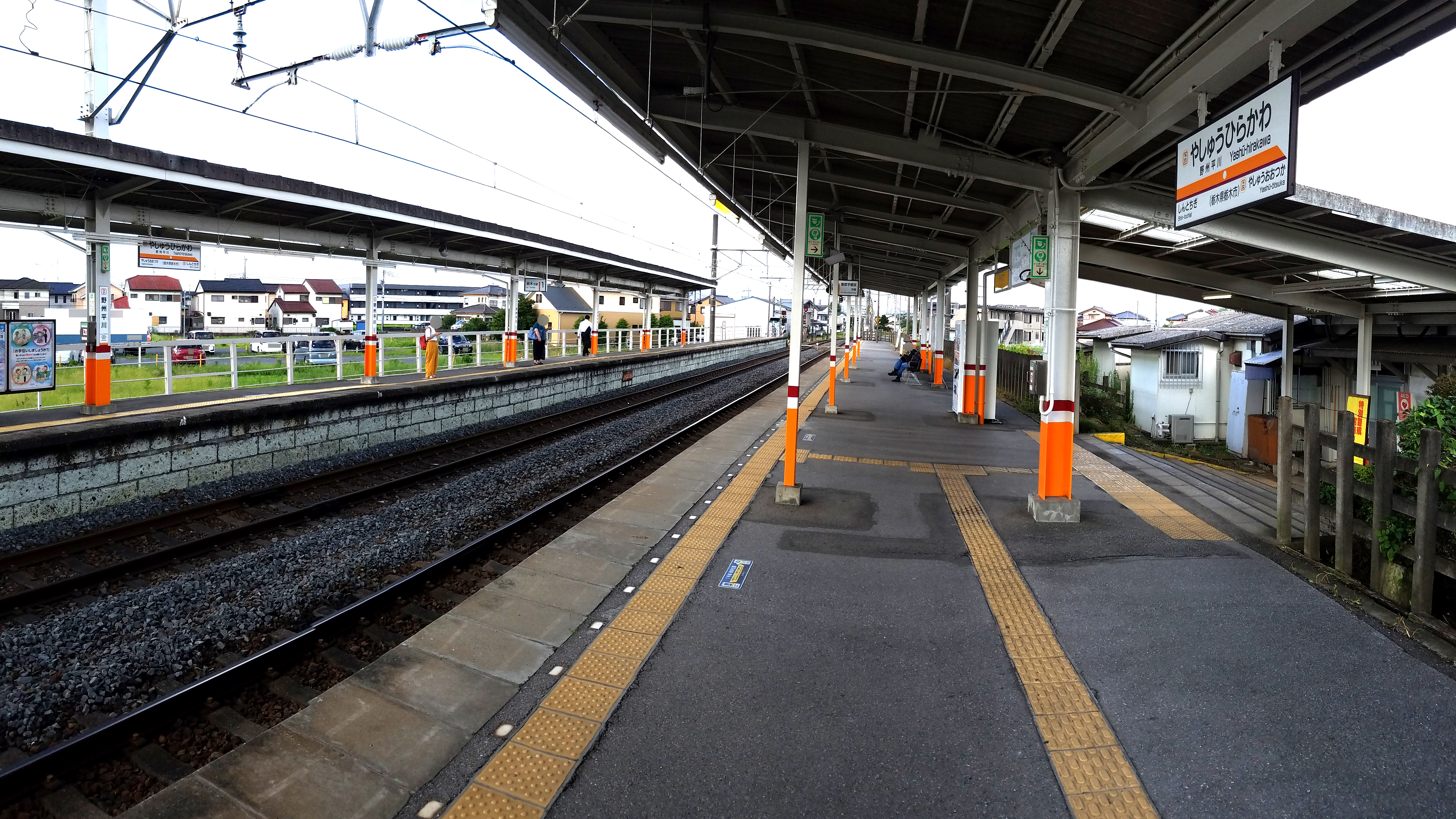
ホーム（2021年8月）

野州平川駅（やしゅうひらかわえき）は、栃木県栃木市大宮町にある東武鉄道宇都宮線の駅である。駅番号はTN 31。

## 歴史
- 1944年（昭和19年）10月1日 - 開業[1]。

## 駅構造
相対式ホーム2面2線を有する地上駅。東武宇都宮駅方面ホーム側に木造駅舎があり、栃木駅方面ホームとは跨線橋により連絡している。自動券売機およびPASMO対応簡易ICカード改札機設置駅。
2024年現在は一部時間帯を除いて無人駅化（新栃木駅管轄）されており、駅員不在の時間帯は自動券売機も使用できないため、現金で乗車する際には券売機横の機械で紙の「乗降車駅証明書」を発行し着駅で精算する必要がある。

### のりば
| 番線 | 路線     | 方向 | 行先           |
| ---- | -------- | ---- | -------------- |
| 1    | 宇都宮線 | 上り | 新栃木方面     |
| 2    | 宇都宮線 | 下り | 東武宇都宮方面 |

## 利用状況
2024年度の1日平均乗降人員は973人である。
近年の1日平均乗降人員および乗車人員の推移は下記の通り。
| 年度               | 1日平均 乗降人員 | 1日平均 乗車人員 | 出典       |
| ------------------ | ---------------- | ---------------- | ---------- |
| 2003年（平成15年） | 974              |                  |            |
| 2004年（平成16年） | 933              |                  |            |
| 2005年（平成17年） | 918              |                  |            |
| 2006年（平成18年） | 953              |                  |            |
| 2007年（平成19年） | 965              |                  |            |
| 2008年（平成20年） | 965              | 485              |            |
| 2009年（平成21年） | 936              | 482              |            |
| 2010年（平成22年） | 950              | 479              |            |
| 2011年（平成23年） | 958              | 476              |            |
| 2012年（平成24年） | 996              | 494              |            |
| 2013年（平成25年） | 963              | 480              |            |
| 2014年（平成26年） | 941              | 469              |            |
| 2015年（平成27年） | 926              | 462              |            |
| 2016年（平成28年） | 992              | 504              |            |
| 2017年（平成29年） | 1,031            | 525              |            |
| 2018年（平成30年） | 1,050            | 532              |            |
| 2019年（令和元年） | 1,009            |                  |            |
| 2020年（令和02年） | 801              |                  |            |
| 2021年（令和03年） | 885              | 441              | [ 東武 3 ] |
| 2022年（令和04年） | 942              | 469              | [ 東武 4 ] |
| 2023年（令和05年） | 933              | 466              | [ 東武 5 ] |
| 2024年（令和06年） | 973              | 487              | [ 東武 1 ] |

## 駅周辺
平川は当駅の北にある栃木市都賀地域内の地名である。戦国時代、当地には皆川氏の出城があったが、工場が造成されたため跡は何も残っていない。
- GKNドライブライントルクテクノロジー栃木本社（旧・栃木富士産業）
- GKNドライブラインテクノロジー栃木工場
- FUJIラテックス栃木工場
- 古河産機システムズ栃木工場
- 日本コークス工業栃木工場
- 平川幼稚園
- 栃木平柳郵便局
- ふれあいバス（ふれあいバス）「野州平川駅入口」停留所
- ドン・キホーテ 栃木平柳店
- ヨークベニマル 栃木平柳店

## 隣の駅
東武鉄道
 宇都宮線
新栃木駅（TN 12） - 野州平川駅（TN 31） - 野州大塚駅（TN 32）